# 新田義興
新田 義興（にった よしおき）とは、南北朝時代の武将。新田義貞の次男。

## 生涯
幼名は徳寿丸。その生母について『鑁阿寺新田・足利両氏系図』によれば上野国一宮抜鉾神社の神主・天野時宣の娘とされる。義貞の長男義顕は金ヶ崎城の戦いにて自害したが、義興は出自が低い側室の子であることから重用されず、三男の義宗の方が地位が上であった。
北陸で戦う父や兄とは離れて上野国新田荘に留まっていたが、1337年（建武4年/延元2年）に奥州の北畠顕家が西上すると、これに呼応して上野国で挙兵し、顕家の奥州軍に加わる。奥州軍は杉本城の戦いに勝利して鎌倉を占領、さらに西上し美濃国青野原の戦いで足利方を破る。その後伊勢・大和を経て、吉野で後醍醐天皇に謁見する。後醍醐は「尤も義貞が家を興（おこ）すべき人なり」として義興の名を与え、御前で元服させたという（『太平記』）。顕家の死後はその弟顕信と共に男山に進出して京都を攻めるが、高師直に敗れ撤退した。
1338年（暦応元年/延元3年）9月、東国再建のために義良・宗良親王、北畠親房らが下向することになり、義興は北条時行と共に後醍醐天皇から関東八ヶ国の平定を命じられたという。一行は伊勢大湊から海路東国を目指すが、暴風雨に遭って船団は散り散りになった。この時、義興は北畠父子に同道していたらしく、武蔵国石濱に流れ着き、その後は行方不明になったという（金勝院流『太平記』）。
1341年（暦応4年/興国2年）5月頃、常陸合戦における活動がみえる。義興は独自に行動し、小山朝氏の廷尉任官を南朝に申請することで、小山氏を南朝方に誘引しようとしていた。しかし、この行動は北畠親房が南朝から認められていた官職の推挙権を侵害していたために許容される余地はなく、親房が詰問したところ「自分は全く関知しておらず、家中に不審な輩がいれば追い出す」との返答を得たと記している（「結城文書」）。
観応の擾乱が起こると、南朝は宗良親王を征夷大将軍に補任し、鎌倉に進出させて足利氏に代わる新たな地域政権を樹立することをもくろんだ。義興・義宗・義治はこの間、武蔵・上野・信濃・越後の間に隠れ住んでいたが、新田義貞の被官の由良氏の一族で吉野の朝廷に仕えていた由良信阿が義興たちに兵をあげるように伝えたという。正平一統が破綻すると、1352年（正平7年/観応3年）に宗良親王を奉じて弟義宗、従兄弟脇屋義治と挙兵し（武蔵野合戦）、鎌倉を一時占拠した。また鎌倉に入った軍の中には義興との合流時期は不明ながら北条時行の存在も確認できる。義興は鎌倉から逃げ延びた尊氏を追って武蔵野の人見原・金井原・小手指原で戦った。だが足利軍の反撃にあって鎌倉を追われた。
1352年（正平7年/観応3年）、長楽寺に対して義興が発給した、狼藉を禁止する趣旨の文書が残っている。この文書発給は足利尊氏・室町幕府の意向に沿う方向に改変されている長楽寺を、新田氏側に取り戻そうとして出されたと考えられる。また、水野致秋に宛てられた8通の発給文書に貼付されている花押が長楽寺宛ての文書のそれと類似しており、これらも義興が発給したものであろうと推定される。
尊氏が没した半年後の1358年（正平13年/延文3年）、時期到来とばかりに挙兵、鎌倉を目指した。これに対し尊氏の子で鎌倉公方の足利基氏と関東管領の畠山国清は、竹沢右京亮と江戸遠江守にこの迎撃を命じた。はじめ竹沢は少将局という美女を義興に与えて巧みにとり入り、謀殺の機会を狙ったが果せず、江戸遠江守とその甥江戸下野守の協力を求め、江戸遠江守は甥の下野守とともに三百余騎を率い、『太平記』によると一族の蒲田忠武も首謀者のひとりとして参加していたとされる。10月10日（11月11日）、義興と主従13人は、多摩川の矢口の渡しで謀殺された。享年28。
主従13人の人物はハッキリしていないが、｢太平記｣や「十寄神社」によれば、渋川井伊氏の井伊弾正左衛門直秀、伊予畠山城主の由良兵庫助由里、伊予川之江城主の土肥三郎左衛門義昌、上州羽沢主城の市河五郎、由良新左衛門、世良田右馬助義周・大嶋周防守義遠・進藤孫六左衛門・堺壱岐権守・南瀬口六郎という。
その後江戸遠江守、竹沢右京亮らは入間川御陣の足利基氏のもとへ馳せ参じ、忠功抜群として関東管領の畠山国清に褒賞され、それぞれ数カ所の恩賞地を拝領したが、江戸某が義興の怨霊により狂死したため、現地の住民が義興の霊を慰めるために神として祭ったという記述が、『太平記』にある。後に新田大明神として尊崇される。人形浄瑠璃の『神霊矢口渡』は、この事件を扱ったものである。東急多摩川線の武蔵新田駅の「新田」は、新田大明神を祭った新田神社に由来する。
1909年（明治42年）9月11日、従三位を追贈された。

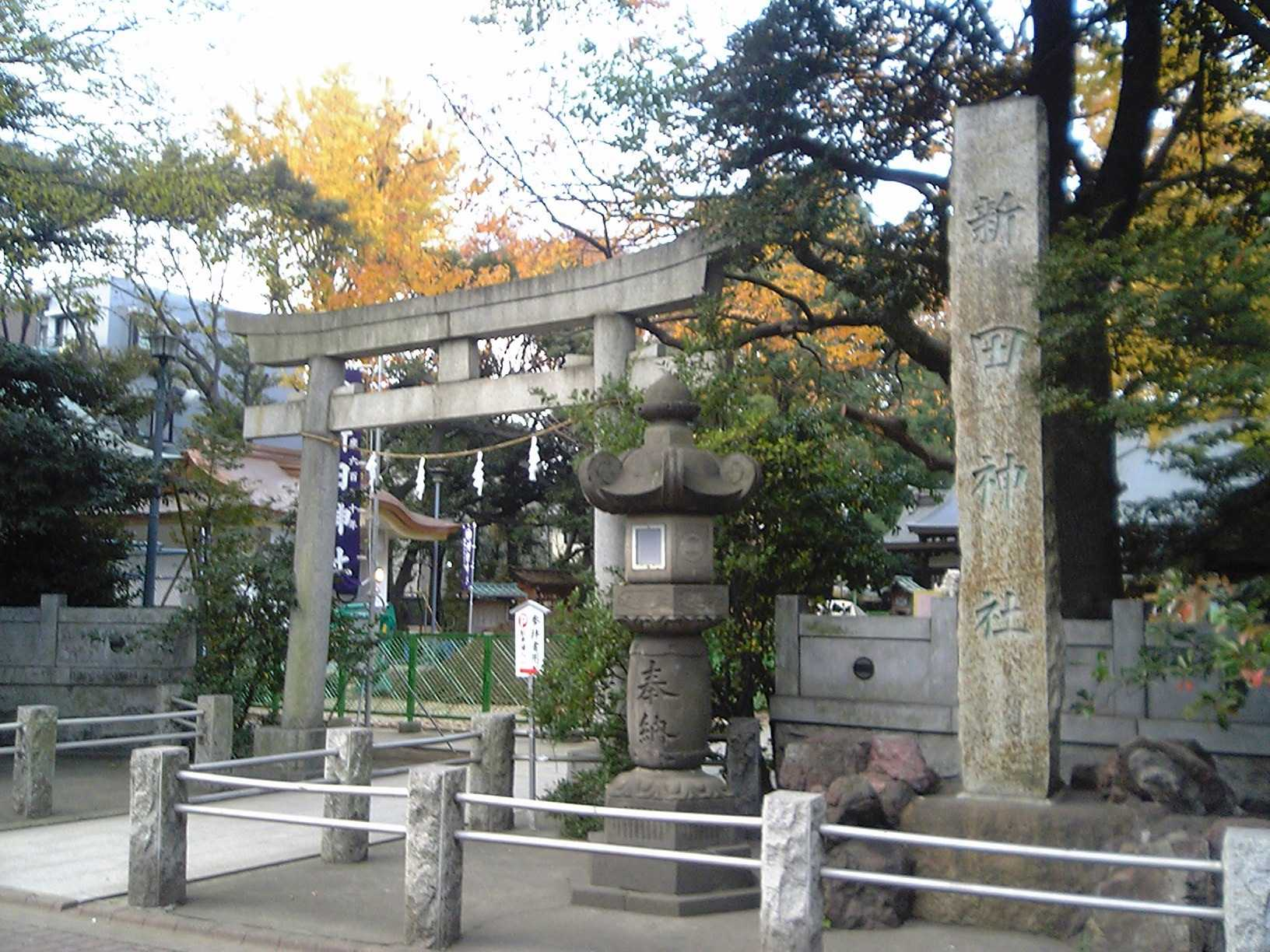
新田神社 これは「胴塚」であり、「首塚」は入間市の愛宕神社にある。
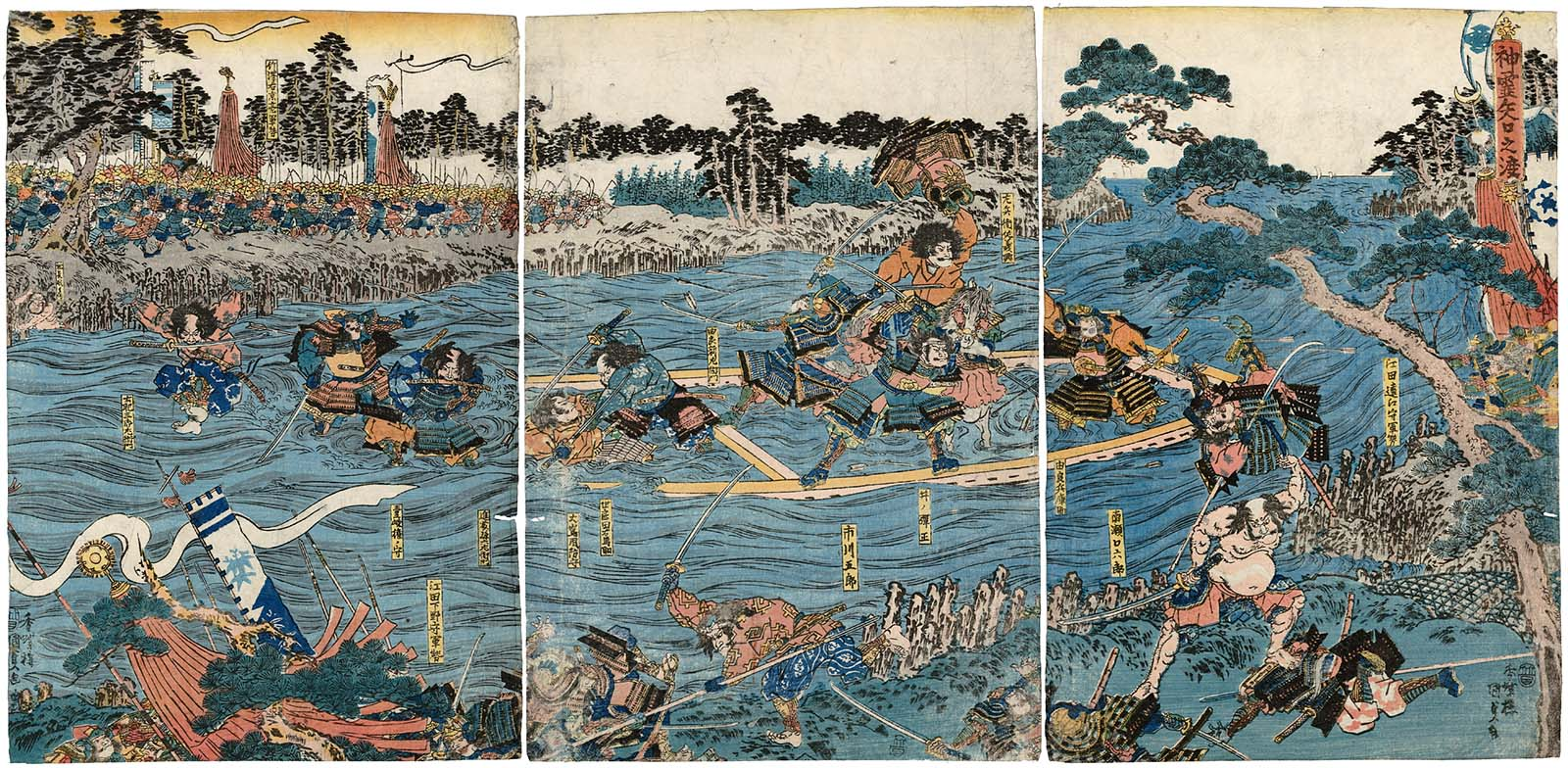
『神霊矢口之渡』 歌川国貞画
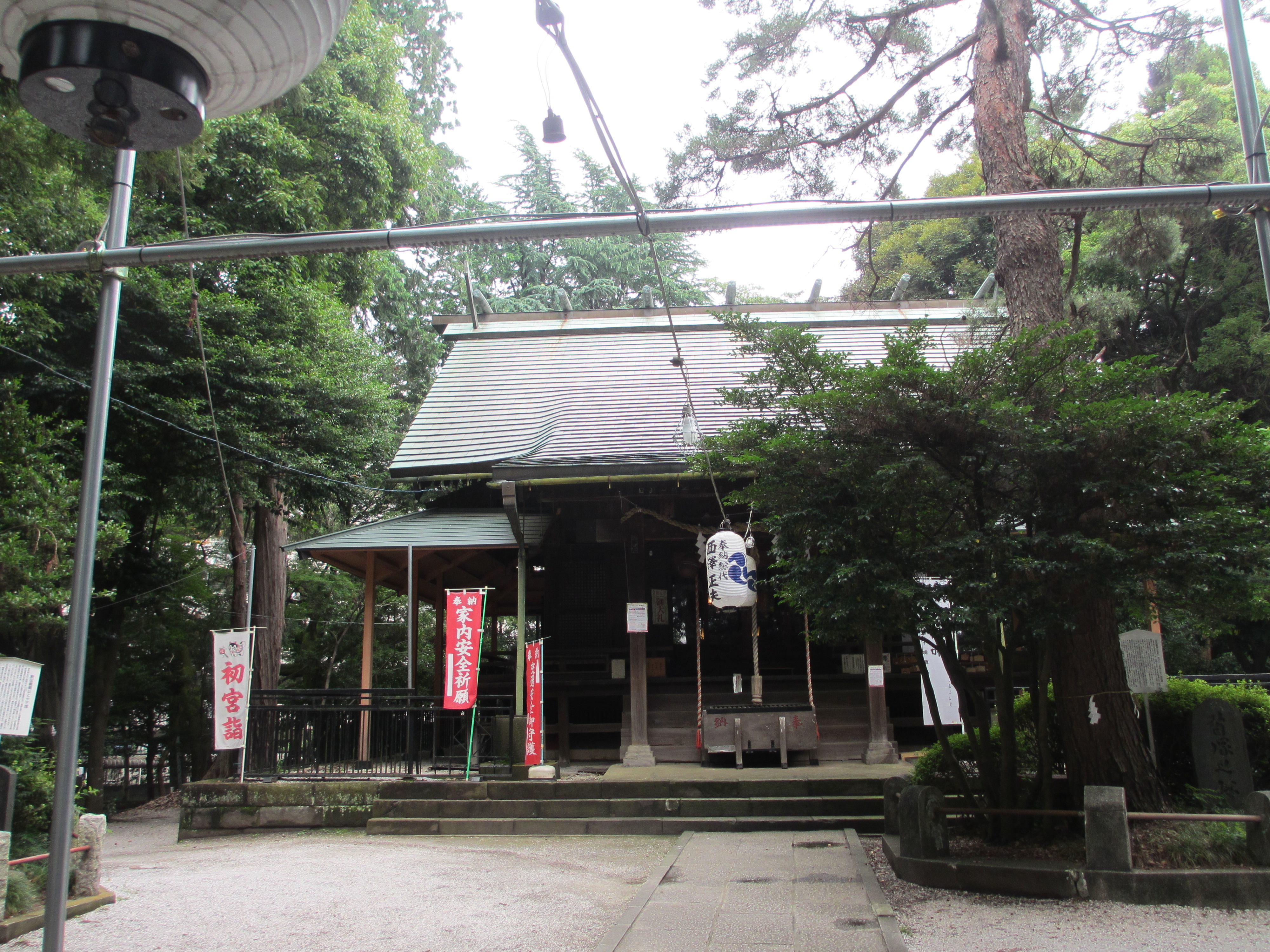
愛宕神社拝殿、最寄西武池袋線入間市駅
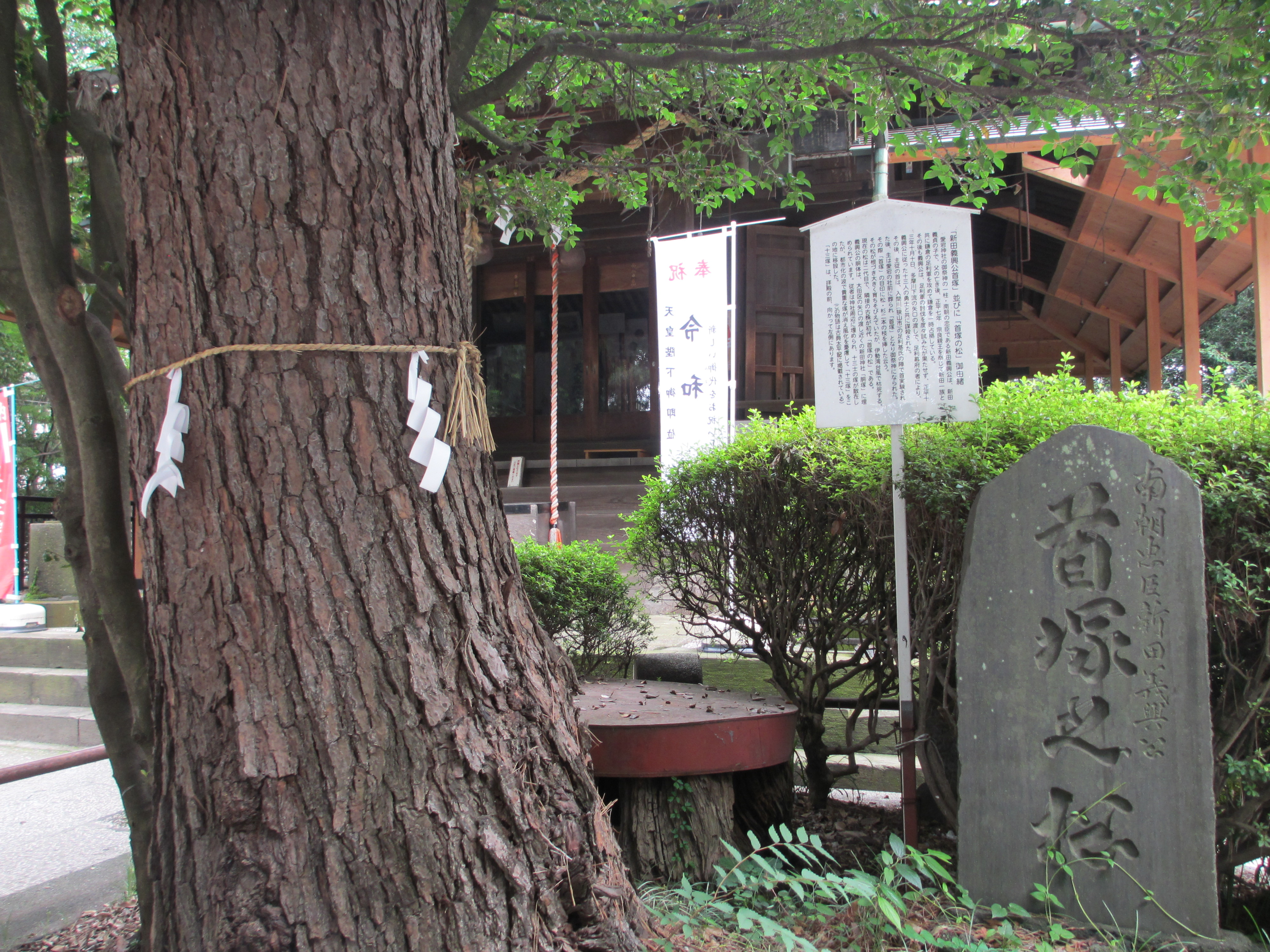
新田義興公首塚之松、松は2代目